# تپه گازرخانی
تپه گازرخانی مربوط به دوران پیش از تاریخ ایران باستان است و در شهرستان کامیاران، روستای گازرخانی واقع شده و این اثر در تاریخ ۱۹ تیر ۱۳۴۸ با شمارهٔ ثبت ۸۴۸ به‌عنوان یکی از آثار ملی ایران به ثبت رسیده است.